# Krahwinkel (Waldbröl)
Krahwinkel ist eine Ortschaft in der Stadt Waldbröl im Oberbergischen Kreis im südlichen Nordrhein-Westfalen Deutschland innerhalb des Regierungsbezirks Köln.

## Lage und Beschreibung
Das Dorf liegt ca. 4,3 km vom Stadtzentrum entfernt.

## Geschichte

### Erstnennung
1362 (?) wurde der Ort das erste Mal urkundlich erwähnt und zwar „Konrad v. Striben verschreibt seinen Hof zu Crawinkel im Kirchspiel Waldbröl der Abtei Siegburg. (Eine eindeutige Lokalisierung ist wegen mehrere Krahwinkel-Orte nicht möglich).“
Schreibweise der Erstnennung: Crawinkel

## Freizeit

### Wander- und Radwege
Der Wanderweg A3 führt durch Krahwinkel, von Spurkenbach kommend.

## Bus- und Bahnverbindungen

### Linienbus
Haltestelle: Krahwinkel Abzw.
- 342 Waldbröl, Windeck-Schladern  (OVAG)
- Bahnverbindung: Bahnhof Windeck-Schladern, Bahnstrecke Siegen–Köln